# Andrychów (plaats)
Andrychów (uitspraakⓘ) is een stad in het Poolse woiwodschap Klein-Polen, gelegen in de powiat Wadowicki. De oppervlakte bedraagt 10,28 km², het inwonertal 21.922 (2005).

## Verkeer en vervoer
- Station Andrychów
- Station Andrychów Górnica

## Geboren
- Stanisław Ryłko (1945), geestelijke en kardinaal
- Andrzej Górak (1951), procestechnoloog en professor
- Adam Kokoszka (1986), voetballer

## Partnergemeenten
- Landgraaf, Nederland